# Condado de Rawicz
Condado de Rawicz (polaco: powiat rawicki) é um powiat (condado) da Polónia, na voivodia de Grande Polónia. A sede do condado é a cidade de Rawicz. Estende-se por uma área de 553,23 km², com 59 221 habitantes, segundo os censos de 2005, com uma densidade 107,05 hab/km².

## Divisões admistrativas
O condado possui:
Comunas urbana-rurais: Bojanowo, Jutrosin, Miejska Górka, Rawicz
Comunas rurais: Pakosław
Cidades: Bojanowo, Jutrosin, Miejska Górka, Rawicz

## Demografia
População (dados de 30 de Junho de 2005):
|          | Total   | Total | Mulheres | Mulheres | Homens  | Homens |
| -------- | ------- | ----- | -------- | -------- | ------- | ------ |
|          | pessoas | %     | pessoas  | %        | pessoas | %      |
| Total    | 59 221  | 100   | 30 167   | 50,9     | 29 054  | 49,1   |
| Cidades  | 29 327  | 100   | 15 346   | 52,3     | 13 981  | 47,7   |
| Povoados | 29 894  | 100   | 14 821   | 49,6     | 15 073  | 50,4   |